# Muza koszmarów
Muza koszmarów (ang. Muse of Nightmares) – amerykańska powieść fantasy, uznawana także za young adult, autorstwa Laini Taylor. Jest drugim tomem dylogii Strange. The Dreamer, a zarazem kontynuacją bestsellerowej powieści Marzyciel. Muza koszmarów została wydana 2 października 2018 nakładem Little, Brown Books for Young Readers. Jej polska wersja ukazała się nakładem wydawnictwa SQN w tłumaczeniu Bartosza Czartoryskiego 27 lutego 2019. Książka znalazła się na drugim miejscu bestsellerów New York Timesa. Znalazła się także na liście A Chicago Public Library Best Book of 2018 w kategorii Teen Fiction.

## Fabuła
Kora i Nova to dwie siostry, które są bardzo ze sobą zżyte. Zostały jednak opuszczone przez matkę jako małe dzieci. Rodzicielka obiecała im jednak, że pewnego dnia do nich wróci. Wiedziały jednak, że ich matka była tzw. Mesarthim, czyli Sługą, osobą o nadzwyczajnych zdolnościach. Obydwie były przekonane, że i one odkryją w sobie jakieś dary. Czas jednak mijał, dziewczyny dorastały i zmieniły się w młode kobiety, a matka nie powróciła. Pewnego dnia niedaleko miejsca ich zamieszkania wylądował pojazd Sług. Osoby, które z niego wysiadły, potwierdziły, że Kora i Nova mają w sobie krew Sług.
Zmarła na skutek upadku z dużej wysokości Sarai została przemieniona w ducha przez Minyę. Jej ukochany, Lazlo, musi dokonać trudnego wyboru. Może pozwolić wściekłej na mieszkańców Szlochu dziewczynie na zemstę, albo Minya sprawi, że dusza Sarai rozpłynie się w niebycie.